# Полежаев, Вячеслав Михайлович
Вячеслав Михайлович Полежаев (род. 1955) — сотрудник советских и российских органов государственной безопасности, генерал-майор.

## Биография
Вячеслав Михайлович Полежаев родился 22 августа 1955 года в городе Бийске Алтайского края. После окончания средней школы проходил срочную службу в рядах Вооружённых Сил СССР. Демобилизовавшись, поступил в Бийский филиал Алтайского политехнического института. Окончил его в 1982 году.
В 1983 году Полежаев поступил на службу в органы Комитета государственной безопасности при Совете Министров СССР.
После распада СССР Полежаев продолжал службу в системе Министерства безопасности — Федеральной службы безопасности Российской Федерации. В 1992 году возглавил Алтайское республиканское управление Управления Министерства безопасности Российской Федерации.
В 1998 году назначен первым заместителем начальника Управления Федеральной службы безопасности Российской Федерации по Новосибирской области. С 2002 года возглавлял Управление Федеральной службы безопасности Российской Федерации по Читинской области.
В 2003 году Полежаеву было присвоено очередное звание генерал-майора.
В декабре 2009 года возглавил Новосибирский институт ФСБ России.
В декабре 2015 года вышел в отставку.
Награждён орденом Почёта, медалью ордена «За заслуги перед Отечеством» 2-й степени и рядом других медалей.